# Amietia tenuoplicata
Espèce
Statut de conservation UICN

 LC  : Préoccupation mineure
Synonymes
- Rana tenuoplicata Pickersgill, 2007

Amietia tenuoplicata est une espèce d'amphibiens de la famille des Pyxicephalidae.

## Répartition et habitat
Cette espèce est présente sur les monts Usambara, Udzungwa, Uluguru, Ukaguru en Tanzanie, sur le plateau de Nyika dans du Malawi et sur les monts Taita au Kenya. On la trouve entre 400 et 1 740 m d'altitude,. Elle vit sur les berges des cours d'eau dans les forêts.

## Publication originale
- Pickersgill, 2007 : Frog Search. Results of Expeditions to Southern and Eastern Africa from 1993-1999. Frankfurt Contributions to Natural History, vol. 28, p. 1-575.